# Innocence
"Innocence" je pjesma kanadske pjevačice Avril Lavigne s njenog trećeg studijskog albuma The Best Damn Thing iz 2007. godine. Napisali su je Lavigne i Taubenfeld, a producirao ju je Rob Cavallo. Pjesma je objavljena kao radio singl u Italiji s albuma. Pjesma se samo zbog dititalnih downloada plasirala na broju 190, britanske ljestvice, a nije se uspjela plasirati na Billboard Hot 100. To je Avrilin treći singl za kojeg se nije snimao spot, nakon "Take Me Away" i "Fall to Pieces" oba s albuma Under My Skin. Pjesma se koristila kao reklama za Canon.

## Top Ljestvice
| Ljestvice (2007)                     | Najviša pozicija |
| ------------------------------------ | ---------------- |
| Kanada                               | 59               |
| Ukrajina                             | 11               |
| SAD Billboard Bubbling Under Hot 100 | 16               |